# Metsovo

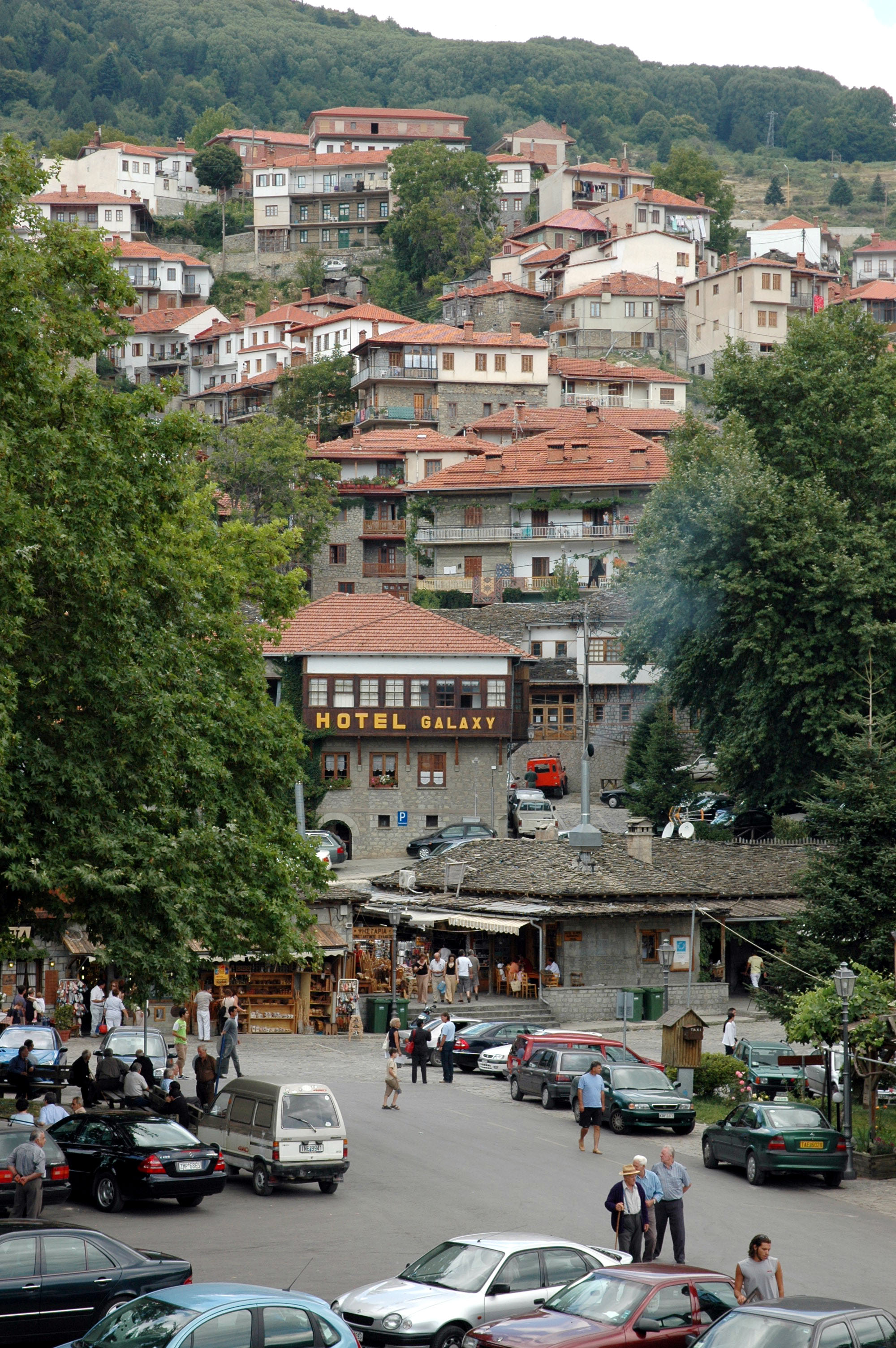
Het centrum van Metsovo

Metsovo(n) (Grieks: Μέτσοβο; Aroemeens: Aminciu) is een Grieks bergstadje en gemeente (dimos) met ± 6.500 inwoners in de Griekse bestuurlijke regio (periferia) Epirus. Het stadje ligt op een hoogte van 1.160 m dicht bij de Katarapas op de route die, van west naar oost, dwars door het Pindosgebergte leidt. In de omgeving van Metsovo ontspringen vier van de belangrijkste Griekse rivieren: de Acheloös, de Aoös, de Arachthos en de Pinios. Het grootste deel van de bevolking is Aroemeens en spreekt de Aroemeense taal.

## Naam
De naam Metsovo wordt (volks)etymologisch verklaard als een verbastering van de Griekse woorden μέσος / mesos ("midden") en βουνό / vounó ("berg"), maar de uitgang -ovo kan ook op een Slavische oorsprong wijzen.

## Geschiedenis
Metsovo verscheen voor het eerst in de annalen van de geschiedenis in 1380. Oorspronkelijk was het een klein bergdorp, bewoond door Aroemeense herders, halfnomaden die een taal van Latijnse origine spreken. Nadat het in de Turkse tijd van sultan Murat II belastingprivileges had gekregen in ruil voor de bewaking van de strategisch gelegen bergpas, nam de bevolking toe en werd het een van de belangrijkste handelsplaatsen van de streek. In een van de decreten van de sultan stond zelfs dat iedere Turk die het dorp betrad eerst het stof van zijn schoenen en kleren moest kloppen en de hoefijzers van zijn rijdier moest schoonvegen "om de heilige grond niet te bezoedelen". Metsovo lag op een van de belangrijkste karavaanroutes in het Ottomaanse Rijk, en werd steeds welvarender.
Plaatselijke koopliedenfamilies investeerden hun nieuw vergaarde rijkdom in de stad, en doen dat nog steeds, om de lokale nijverheid en het toerisme te stimuleren. In het gerestaureerde 18e-eeuwse herenhuis van de familie Tositsa krijgt men een idee van de rijkdom van zo een koopliedenfamilie. Andere weldoeners van Metsovo waren de leden van de familie Averof. De schrijver en staatsman Evangelos Averof (1910-1990) stichtte in 1960 de Averofgalerij met de bedoeling in zijn woonplaats een centrum voor moderne Griekse kunst te openen.

 Maar ook in de verfraaiing van het verre Athene investeerden rijke Metsovieten. De families Stournaris, Averof en Tositsa subsidieerden tussen 1862 en 1884 gezamenlijk de bouw van de Polytechnische School, die zij naar hun geboorteplaats Metsovion noemden. Georgios M. Averof (1815-1899) liet zich zodanig enthousiasmeren door de plannen van baron de Coubertin om de Olympische Spelen in ere te herstellen, dat hij op zijn kosten het antieke Stadion van de Panathenaeën op de plaats van en conform aan het oude liet herbouwen: in 1896 hadden er de eerste Olympische Spelen van de nieuwe tijd plaats.

## Toerisme
In Metsovo en omgeving zijn eeuwenoude tradities bewaard gebleven (houtsnijwerk, weef- en borduurwerk, kaas en wijn, enz.). Vooral op zondagen ziet men er, ten behoeve van de toeristen, nog vaak oudere mensen in traditionele klederdracht rondlopen.
Metsovo is tevens een populair wintersportoord, met meerdere skimogelijkheden.